# Koptska pravoslavna Crkva
Koptska Crkva ili Koptska pravoslavna Crkva, nasljednica je drevne Crkve u Aleksandriji.
Aleksandrijski patrijarh i aleksandrijska Crkva od ranokršćanskih su vremena uživali veliki ugled pa je ni tadašnje bizantske vlasti, usprkos pristajanju na monofizitsko učenje, tijekom 4. i 5. stoljeća nisu uspjele uvesti u crkveno jedinstvo. Osnivačem samostalne egipatske Koptske crkve smatra se patrijarh Dioskur, koji je na Kalcedonskom saboru podržavao monaha Eutiha i njegovo učenje.
Liturgijski jezik Koptske crkve je koptski jezik, a liturgija je aleksandrijskog obreda. Na čelu je aleksandrijski patrijarh, koji se još naziva i papa, sa sjedištem u Kairu.
Današnji službeni naziv Koptske crkve je Koptska pravoslavna Crkva. U Etiopiji djeluje Etiopska pravoslavna tevahedo Crkva na čelu koje je patrijarh, a od Koptske Crkve odijelila se 1959., no nastavlja priznavati koptskoga patrijarha kao počasnog poglavara.

## Dijalog s katoličkom Crkvom
Koptska Crkva šalje svoje promatrače od drugog zasjedanja drugog vatikanskog sabora. Na papinu dočeku u Jeruzalemu, 1964., bili su prisutni predstavnici Koptske Crkve.
Prigodom posvete nove katedrale (1968.) u Kairu papa je poklonio Koptima relikvije svetoga Marka. Patrijarh Amba Senude III. posjetio je papu Pavla VI. u Rimu od 4. do 10. svibnja 1973. godine.

### Članci
- Barišić, Jerko. 1973. Stare istočne Crkve u dijalogu s Katoličkom Crkvom. Crkva u svijetu. Sveučilište u Splitu - Katolički bogoslovni fakultet. Split. 8 (4): 364–368

| Portal:Kršćanstvo | Portal: Kršćanstvo |